# Grab von Cha und Merit

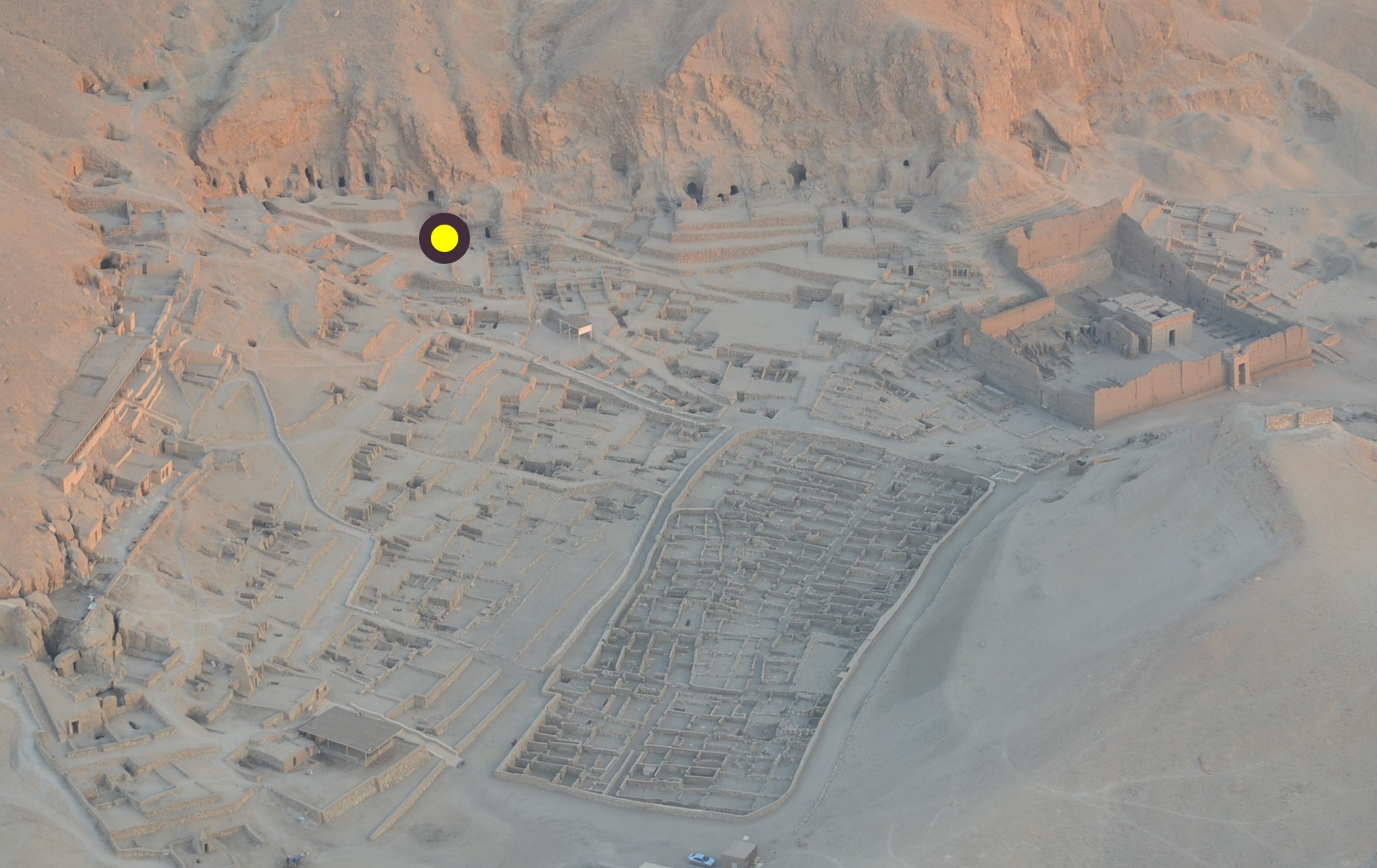
Lage von TT8 in Deir el-Medina

Das Grab von Cha und Merit, auch bekannt als Thebanisches Grab 8 (TT8), ist eine altägyptische Grabanlage aus der 18. Dynastie des Neuen Reiches. Es befindet sich in der Arbeitersiedlung Deir el-Medina auf der Westseite des Nils gegenüber von Luxor. Das Grab besteht aus einer oberirdischen Grabkapelle und einer unterirdischen Grabkammer und wurde für den Vorarbeiter Cha und seine Frau Merit angelegt.

## Geschichte und Entdeckung

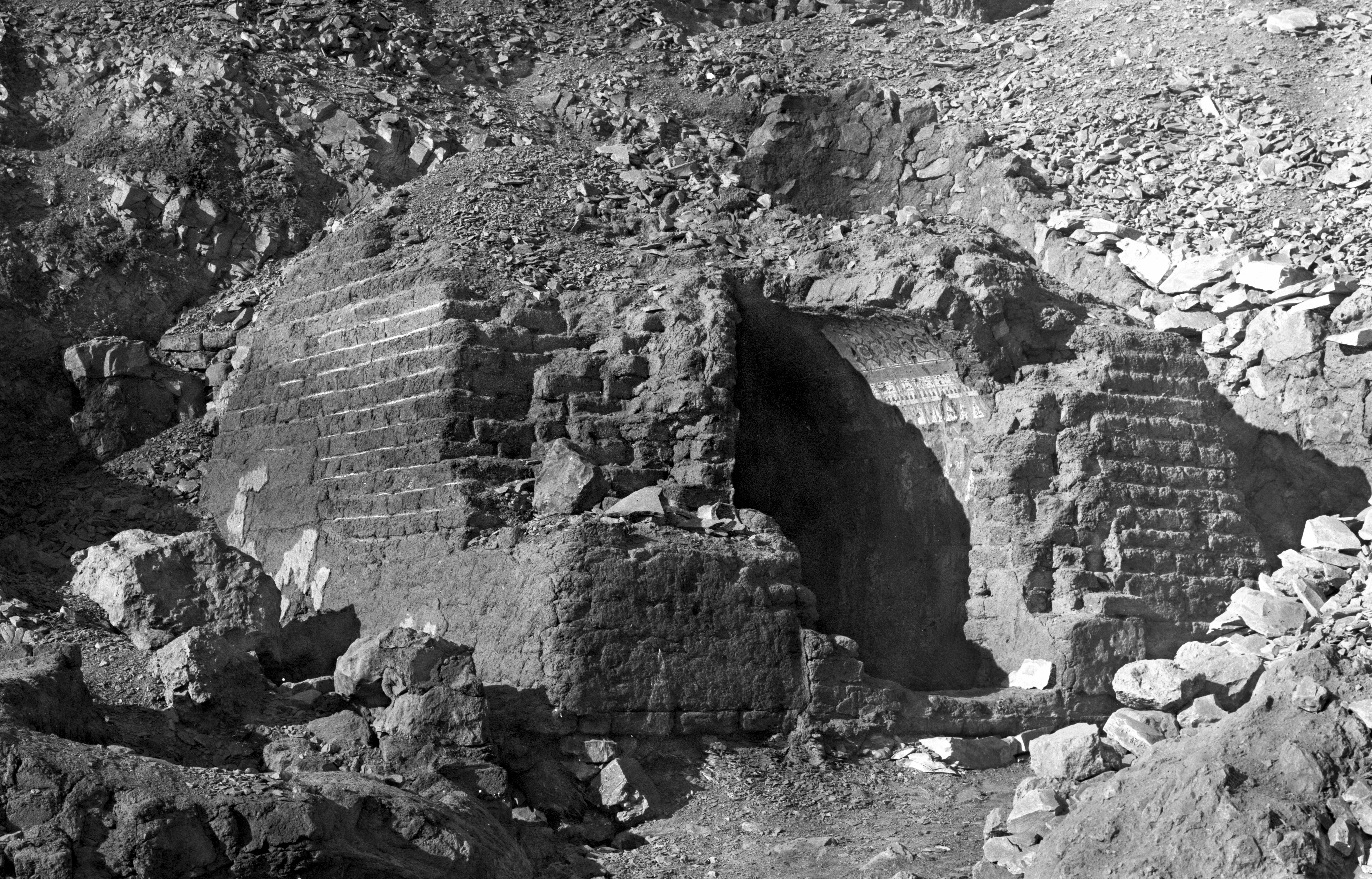
Grabkapelle während der Ausgrabungen von Ernesto Schiaparelli 1906

Die pyramidenförmige Grabkapelle ist spätestens seit 1818 bekannt, als eine Stele des Grabes vom Antiquitätenhändler Bernardino Drovetti erworben wurde. Im 19. Jahrhundert dokumentierten frühe Ägyptologen wie John Gardner Wilkinson und Karl Richard Lepsius erstmals die Wandmalereien der Kapelle.
Die eigentliche Grabkammer wurde erst am 15. Februar 1906 von dem italienischen Ägyptologen Ernesto Schiaparelli entdeckt. Sie war unversehrt und enthielt über 440 Objekte sowie die Mumien von Cha und Merit in ihren Sarkophagen. Der Fundkomplex wurde nach Italien überführt und ist seitdem im Ägyptischen Museum Turin ausgestellt.

## Architektur und Ausstattung

### Grabkapelle
Die Grabkapelle hat die Form einer kleinen Pyramide aus Lehmziegeln mit einer Grundfläche von etwa 4,7 × 4,7 m und einer ursprünglichen Höhe von ca. 9,3 m. Im Inneren befindet sich ein einziger längsrechteckiger Raum von 3 × 1,6 m mit gewölbter Decke. Die Wände waren mit Opfer- und Bankettszenen bemalt, die jedoch stark beschädigt sind. In einer Nische in der Rückwand befand sich eine Stele, die heute im Turiner Museum aufbewahrt wird.
Die Kapelle war von einer rechteckigen Umfassungsmauer umgeben. Davor lag ein etwa 8 × 8 m großer Vorhof, der vermutlich durch ein kleines pylonartiges Tor betreten wurde.

### Grabkammer

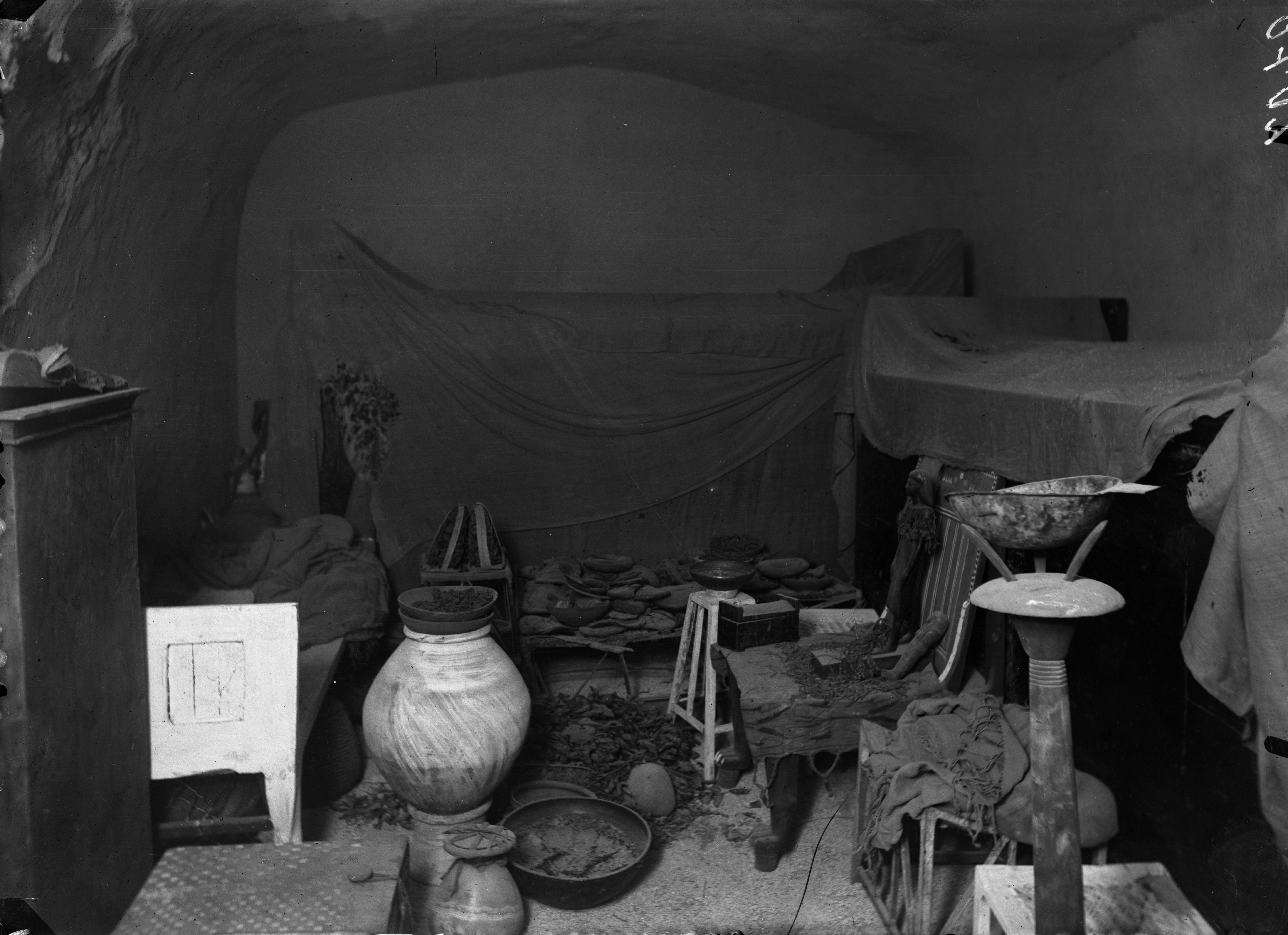
Grabkammer von Cha und Merit während der Entdeckung 1906

Die unterirdische Grabkammer wurde entgegen der üblichen Praxis nicht im Vorhof der Kapelle angelegt, sondern in den gegenüberliegenden Fels gehauen. Dadurch wurde der Eingang schnell durch Geröll und spätere Grabbauten verdeckt und das Grab so vor antiken Grabräubern geschützt.
In der Grabkammer fanden sich sorgfältig arrangierte Möbel wie Hocker und Betten, gestapelte Truhen mit persönlichen Gegenständen, Kleidung und Werkzeuge sowie Tische mit Nahrungsmitteln wie Brot, Fleisch und Obst. Die beiden großen Holzsarkophage von Cha und Merit enthielten ihre mumifizierten Körper.

## Die Grabinhaber

### Cha
Cha war ein hoher Beamter, der als Vorarbeiter die Errichtung königlicher Gräber im Tal der Könige beaufsichtigte. Er diente unter den Pharaonen Amenophis II., Thutmosis IV. und Amenophis III. in der Mitte der 18. Dynastie (ca. 1425–1353 v. Chr.).
Seine genaue Herkunft ist unbekannt, er stieg vermutlich aufgrund seiner Fähigkeiten in diese Position auf. Im Laufe seiner Karriere erhielt er mehrere königliche Geschenke, darunter eine vergoldete Elle von Amenophis II. und eine Bronzeschale von Amenophis III. Seine höchste Auszeichnung war das „Gold der Ehre“, eine besondere Ehrung für verdiente Beamte.
Cha trug Titel wie „Vorsteher der Arbeiten am Großen Ort“ (dem Tal der Könige) und „Königlicher Schreiber“. Er starb wahrscheinlich in seinen 60er Jahren während der Regierungszeit von Amenophis III.

### Merit

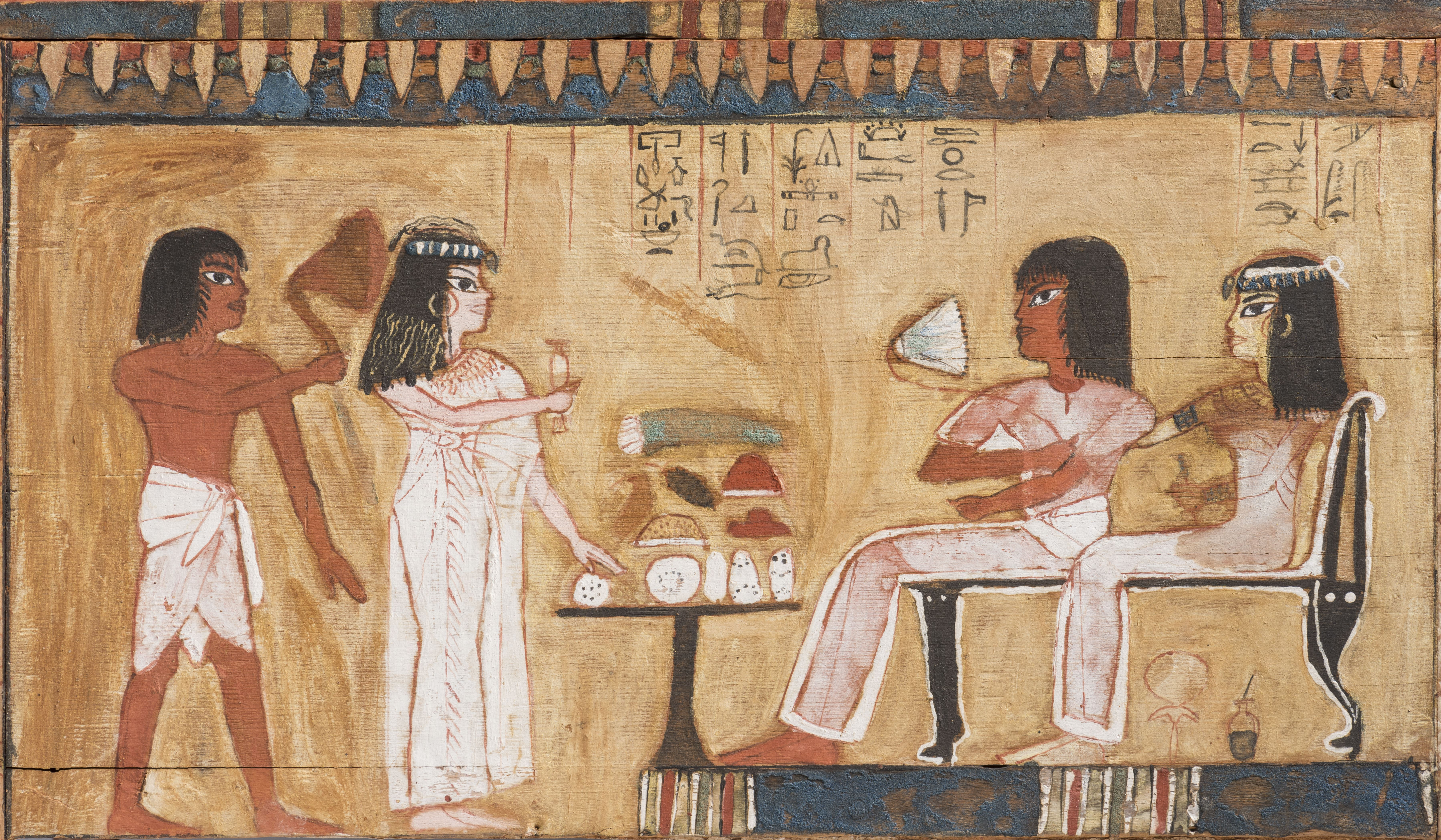
Cha und Merit erhalten Opfergaben von zwei ihrer Kinder auf einer bemalten Truhe.

Merit war Chas Ehefrau und trug den für verheiratete Frauen üblichen Titel „Herrin des Hauses“. Sie starb offenbar unerwartet vor ihrem Mann in ihren 20er oder 30er Jahren und wurde in einem ursprünglich für Cha vorgesehenen Sarg beigesetzt.
Das Paar hatte drei bekannte Kinder: die Söhne Amenemopet und Nachteftaneb sowie eine Tochter namens Merit. Amenemopet arbeitete ebenfalls in Deir el-Medina, Nachteftaneb war für den Totenkult seiner Eltern zuständig und Merit wurde Priesterin des Amun.

## Mumien
Die Mumien von Cha und Merit wurden nie ausgewickelt. Röntgen- und CT-Untersuchungen sowie chemische Analysen haben gezeigt, dass beide Körper gut erhalten sind, obwohl sie nicht auf die übliche Weise einbalsamiert wurden. Beide tragen Metallschmuck unter den Bandagen, aber nur Cha wurde mit Amuletten ausgestattet.